# Lepraliella
Lepraliella is een mosdiertjesgeslacht uit de  familie van de Lepraliellidae en de orde Cheilostomatida

## Soorten
- Lepraliella contigua (Smitt, 1868)
- Lepraliella granulata Canu & Bassler, 1929
- Lepraliella prolifica Canu & Bassler, 1927

Niet geaccepteerde soorten:
- Lepraliella hippopus (Smitt, 1867) → Hippoporella hippopus (Smitt, 1868)
- Lepraliella mooraboolensis (MacGillivray, 1895) → Pleuromucrum mooraboolense MacGillivray, 1895) †
- Lepraliella mucronata (Powell, 1967) → Fodinella mucronata (Powell, 1967)